# Piyaphon Phanichakul
Piyaphon Phanichakul (thailändisch ปิยพล ผานิชกุล, * 8. November 1987 in Khon Kaen), ehemals Piyaphon Buntao, auch als Dai (thailändisch ไดร์) bekannt, ist ein thailändischer Fußballspieler.

## Karriere

### Spieler

#### Verein
Piyaphon Phanichakul erlernte das Fußballspielen in  der Jugend des Coke-Bangpra FC, einem Verein, der später in Pattaya United FC umbenannt wurde. Hier unterschrieb er 2006 auch seinen ersten Profivertrag. Mit Pattaya wurde er 2007 Vizemeister der zweiten Liga und stieg somit in die erste Liga, der Thai Premier League, auf. Bis 2009 spielte er 36 Mal für Pattaya. Zur Rückserie 2009 ging er in das wenige Kilometer entfernte Chonburi zum dortigen Chonburi FC. Für Chonburi stand er 9 Mal auf dem Spielfeld. 2010 wechselte er nach Pak Kret, einem nördlichen Vorort der Hauptstadt Bangkok, und unterschrieb einen Vertrag bei Muangthong United. Hier spielte er bis 2012 und stand 115 Mal auf dem Platz. 2016 zog es ihn in den Norden Thailands, wo er einen Vertrag beim Erstligisten Chiangrai United unterschrieb. Mit Chiangrai gewann er 2017 und 2017 den FA Cup. 2019 feierte er mit Chiangrai die thailändische Meisterschaft. Den Thailand Champions Cup gewann er 2018 und 2020. Beim Thai League Cup ging er 2018 als Sieger vom Platz. Insgesamt absolvierte er 114 Erstligaspiele für Chiangrai. Ende 2020 wechselte er zum Ligakonkurrenten Buriram United nach Buriram. Am Saisonende 2021/22 feierte er mit Buriram die thailändische Meisterschaft. Am 22. Mai 2022 stand er mit Buriram im Finale des FA Cup. Hier besiegte man den Erstligisten Nakhon Ratchasima FC nach Verlängerung mit 1:0. Eine Woche später stand er mit dem Verein im Finale des Thai League Cup, wo man den Erstligisten PT Prachuap FC mit 4:0 besiegte. Nach 31 Erstligaspielen wechselte er zu Beginn der Saison 2022/23 zum Ligakonkurrenten Nongbua Pitchaya FC. Am Ende der Saison 2022/23 musste er mit Nongbua als Tabellenvorletzter den Weg in die Zweitklassigkeit antreten. Am Ende der Saison 2023/24 wurde er mit dem Klub Vizemeister und stieg direkt wieder in die erste Liga auf. Nach insgesamt 52 Ligaspielen wechselte er im Juni 2024 zu seinem ehemaligen Verein Chiangrai United.
Piyaphon Phanichakul erlernte das Fußballspielen in  der Jugend des Coke-Bangpra FC, einem Verein, der später in Pattaya United FC umbenannt wurde. Hier unterschrieb er 2006 auch seinen ersten Profivertrag. Mit Pattaya wurde er 2007 Vizemeister der zweiten Liga und stieg somit in die erste Liga, der Thai Premier League, auf. Bis 2009 spielte er 36 Mal für Pattaya. Zur Rückserie 2009 ging er in das wenige Kilometer entfernte Chonburi zum dortigen Chonburi FC. Für Chonburi stand er 9 Mal auf dem Spielfeld. 2010 wechselte er nach Pak Kret, einem nördlichen Vorort der Hauptstadt Bangkok, und unterschrieb einen Vertrag bei Muangthong United. Hier spielte er bis 2012 und stand 115 Mal auf dem Platz. 2016 zog es ihn in den Norden Thailands, wo er einen Vertrag beim Erstligisten Chiangrai United unterschrieb. Mit Chiangrai gewann er 2017 und 2017 den FA Cup. 2019 feierte er mit Chiangrai die thailändische Meisterschaft. Den Thailand Champions Cup gewann er 2018 und 2020. Beim Thai League Cup ging er 2018 als Sieger vom Platz. Insgesamt absolvierte er 114 Erstligaspiele für Chiangrai. Ende 2020 wechselte er zum Ligakonkurrenten Buriram United nach Buriram. Am Saisonende 2021/22 feierte er mit Buriram die thailändische Meisterschaft. Am 22. Mai 2022 stand er mit Buriram im Finale des FA Cup. Hier besiegte man den Erstligisten Nakhon Ratchasima FC nach Verlängerung mit 1:0. Eine Woche später stand er mit dem Verein im Finale des Thai League Cup, wo man den Erstligisten PT Prachuap FC mit 4:0 besiegte. Nach 31 Erstligaspielen wechselte er zu Beginn der Saison 2022/23 zum Ligakonkurrenten Nongbua Pitchaya FC. Am Ende der Saison 2022/23 musste er mit Nongbua als Tabellenvorletzter den Weg in die Zweitklassigkeit antreten. Am Ende der Saison 2023/24 wurde er mit dem Klub Vizemeister und stieg direkt wieder in die erste Liga auf. Nach insgesamt 52 Ligaspielen wechselte er im Juni 2024 zu seinem ehemaligen Verein Chiangrai United.

#### Nationalmannschaft
Von 2011 bis 2014 spielte Piyaphon Phanichakul 14-mal in der thailändischen Nationalmannschaft.

### Trainer
Am 20. November 2024 übernahm er nach der Entlassung von Xavi Moro das Amt des Cheftrainers bei Chiangrai United.

## Erfolge
Muangthong United
- Thailändischer Meister: 2010, 2012
- Thailändischer Championscup-Sieger: 2017
- Thailändischer Pokalfinalist: 2010

Chiangrai United
- Thailändischer Pokalsieger: 2017, 2018
- Thailändischer Championscup-Sieger: 2018, 2020
- Thailändischer Ligapokalsieger: 2018
- Thailändischer Meister: 2019

Buriram United
- Thailändischer Meister: 2021/22
- Thailändischer Pokalsieger: 2021/22
- Thailändischer Ligapokalsieger:  2021/22

Nongbua Pitchaya FC
- Thailändischer Zweitligameister: 2023/24  ▲